# 拉多韋內角

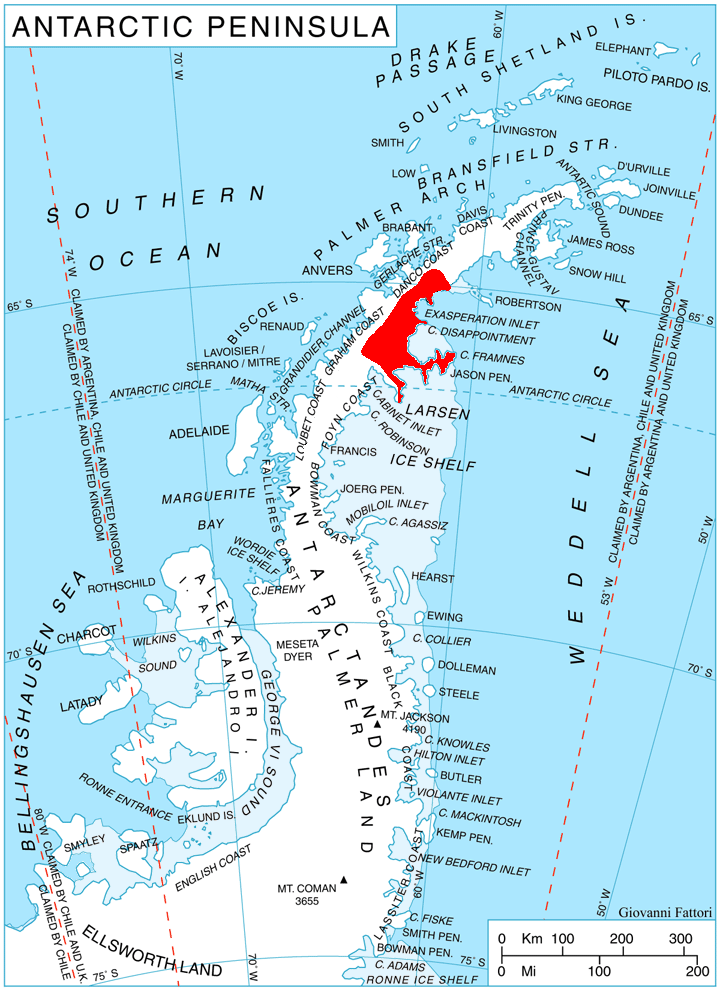

拉多韋內角是南極洲的海岬，位於葛拉漢地，是斯泰夫雷克嶺的東端，處於迪盧申角西南面6.47公里和卡利納角以北4.75公里，該海岬以保加利亞西北部的鄉鎮命名。

## 外部連結
- Radovene Point. （页面存档备份，存于） SCAR Composite Antarctic Gazetteer.